# Giulio Krall
Giulio Krall (Trieste, 26 luglio 1901 – Roma, 29 agosto 1971) è stato un ingegnere e matematico italiano.
Medaglia d'oro nel 1932 dall'Accademia dei XL, era membro dell'Accademia Nazionale dei Lincei e socio dell'Accademia delle Scienze di Torino.
Fu un pioniere della scienza delle costruzioni, in particolare un originale sperimentatore di forme e strutture innovative nella costruzione di ponti, soprattutto con il sistema a trave Nielsen.

## Biografia
Krall conseguì nel 1923 la laurea in Ingegneria civile al Politecnico di Milano con Arturo Danusso e, nel 1924, in Matematica all'Università di Roma, allievo di Vito Volterra e di Tullio Levi-Civita con cui si laureò e di cui fu poi assistente alla cattedra di Meccanica razionale, quindi incaricato di Fisica matematica dal 1928 e di Meccanica superiore dal 1930. Vinti i concorsi a cattedra sia di Meccanica razionale che di Scienza delle costruzioni nel 1931, optando per quest'ultima insegnò Scienza delle costruzioni all'Università di Napoli, presso la Facoltà di Architettura, fino al 1939, quando venne chiamato da Francesco Severi alla cattedra di Matematica applicata dell'Istituto Nazionale di Alta Matematica (INDAM) di Roma. Nel 1963, assunse la cattedra di meccanica razionale dell'Università di Roma, quindi, dal 1968, quella di Istituzioni di fisica matematica.

## Attività scientifica e tecnica
Krall unì alle capacità e competenze di valente tecnico-progettista le doti di ricercatore, scienziato e matematico.
In ambito tecnico, a partire dal 1925, Krall fu prima ingegnere progettista per la compagnia Ferrobeton – che, tra l'altro, progettò la prima Metropolitana di Milano e la Torre Velasca –, quindi consulente tecnico dal 1933 e, infine, capo dell'Ufficio Tecnico fino al 1960. Si occupò, come progettista, di numerose opere civili e industriali italiane e straniere (principalmente ponti, strutture marittime e opere di ingegneria idraulica), fra cui ricordiamo il ponte sul Nilo Azzurro a Safartak (in Etiopia), il Ponte di Mezzo e quella della Cittadella a Pisa (ricostruiti dopo i bombardamenti degli alleati del 1943 e del 1944), il ponte sul Merrizzano dell'autostrada Bologna-Firenze, il ponte del Castellaz in Alto Adige, il ponte Africa a Roma, le banchine e i bacini di carenaggio dei porti di Napoli e Genova, nonché l'elettrodotto aereo sullo stretto di Messina e sul finire degli anni sessanta, fu anche progettista del  Ponte di Sacco nel Cilento meridionale in provincia di Salerno, ultimato nel biennio 1968-69.
Negli anni quaranta, all'indomani del crollo del ponte Tacoma fu tra i primi a studiare teoricamente il problema dell'instabilità aerodinamica dei ponti sospesi   e a calcolare teoricamente, ex post, con estrema precisione la velocità critica del vento che diede inizio al fenomeno rovinoso del flutter.
Dal punto di vista scientifico, Krall fu un abile matematico e ricercatore nelle scienze esatte applicate, affrontando numerose tematiche spesso legate alle questioni e alle problematiche tecniche della sua attività d'ingegnere-progettista e di consulente. Già a partire dai primi anni '20, si interessò alla meccanica e alla fisica matematica nei loro rapporti con la scienza delle costruzioni, in particolare a questioni riguardanti l'instabilità delle strutture, la dinamica strutturale, l'elasticità e la teoria delle vibrazioni. Ha anche dato contributi alla meccanica analitica e alla meccanica celeste, all'aerodinamica e all'astronomia.

## Opere principali
- Appunti di meccanica superiore, dalle lezioni tenute nell'A.A. 1930/'31, Università degli Studi di Roma "La Sapienza", Roma, 1931.
- Appunti dalle lezioni di scienza delle costruzioni, 2 voll., Pubblicazioni del GUF, Napoli, 1937.
- Questioni di matematica applicata (curato con M. Picone e C. Ferrari), Monografie del CNR, Nicola Zanichelli Editore, Bologna, 1939.
- Meccanica tecnica delle vibrazioni (in collaborazione con R. Einaudi), 2 voll., Monografie del CNR, Nicola Zanichelli Editore, Bologna, 1940 (ristampato da Libreria Eredi V. Veschi, Roma, 1970).
- Appunti di meccanica e fisica matematica, 6 voll., Libreria Eredi V. Veschi, Roma, 1968.

## Alcuni lavori
- Giulio Krall, Instabilità aerodinamica dei ponti sospesi. Monografie scientifiche di Aeronautica, Roma, Ufficio Studi del Ministero Aeronautica, 1945, ISBN non esistente.
- Giulio Krall, Statica ed aerodinamica del ponte sospeso, Roma, 1945, ISBN non esistente.
- Giulio Krall, Autoeccitazione sotto vento costante dei ponti, delle torri, dei camini e delle funi. Rendiconti del Seminario Matematico e Fisico di Milano, Milano, 1950, ISBN non esistente.